# نبرد یرموک
نبرد یرموک نبردی است که در زمان خلافت عمر بن الخطاب در ماه اوت سال ۶۳۶ میلادی (۱۵ هجری قمری) بین مسلمین و امپراتوری روم شرقی (بیزانس) رخ داد و سپاهیان اسلام طی نبردی شش روزه در نزدیکی رودخانه یرموک در حوالی مرز امروزی سوریه و اردن قاطعانه بر لشکر امپراتوری بیزانس غلبه کردند. این چیرگی به سلطهٔ روم در شامات برای همیشه پایان داد و سرآغازی برای آغاز پیروزی‌های بعدی و گسترش قلمرو اسلام در متصرفات روم شرقی شد. دو سال پس از پیروزی در این نبرد مسلمین توانستند تا بیت‌المقدس پیشروی کرده و قبله اول مسلمین را هم به تصرف خویش درآورند.
هراکلیوس (امپراتور بیزانس که در منابع عربی با نام هرقل نامیده می‌شود) که پیشتر مناطق مهم شام (از جمله حمص) را از دست داده‌بود یکبار دیگر کوشید تا با سامان دادن لشکری عظیم از رومی‌ها، شامیان، اهالی جزیره (بین النهرین)، و ارمنستان در کنار قبایل عربی لخمیون و جذام و جز آنان به جنگ مسلمانان برود. در منابع تاریخ شمار مسلمانان را بیست و چهار هزار نفر و رومیان را دویست هزار نفر نوشته‌اند که ممکن است این آمار اغراق آمیز باشد اما نباید فراموش کرد که هراکلیوس آخرین تلاش خود را برای حفظ شامات انجام داده‌است. این جنگ شش روز به طول انجامید و به قدری برای مسلمانان سخت بود که گفته‌اند زنان مسلمان نیز مجبور به جنگیدن شدند. در سه روز اول همه چیز به لطف مهارت و زره های بهتر به نفع رومیان بود. در روایات ذکر شده در روز سوم نبرد فرمانده سپاه روم به خالد بن ولید نامه‌ای فرستاده و پیشنهاد صلح و ترک قلمرو روم را داده است اما خالد و فرماندهان پیشنهاد را رد می‌کنند. در روز پنجم نبردی صورت نمی‌گیرد. به هنگام شب خالد بخشی از سواران خود را در کوه های شمال میدان نبرد مخفی و بخشی را هم به پل پشت سر رومیان می‌فرستد. نبرد در روز ششم ادامه یافته، خالد مطمئن می‌شود تمام رومیان در نبرد حضور دارند سپس به سواران مخفی شده در کوهستان علامت می‌دهد و به پشت سپاه روم حرکت می‌کنند. با دو طرفه شدن میدان نبرد رومیان روحیه خود را از دست می‌دهند و پا به فرار می‌گزارند. در همین حین سوارانی که در پل بودند از جناحین هجوم اورده و میدان را از سه طرف بر رومیان تنگ می‌کنند. با کشته شدن فرمانده رومیان، آنان بی‌روحیه شده، پا به فرار می‌گذارند.
در این نبرد زنان مسلمان هم شرکت داشتند از جمله جویریه دختر ابوسفیان بن حرب.

## روزشمار نبرد
نبرد شش روز به طول انجامید و در طی آن مسلمانان هر روز به حملات رومیان پاسخ می‌دادند، زیرا خالد بن ولید از گروه «سواره نظام تندرو» استفاده می‌کرد که  با سرعت بالا از جایی به نقطه‌ای دیگر حرکت می‌کردن. ارتش تحت فشار رومیان در حال عقب نشینی بود و هر یک از دو طرف در پایان روز به صفوف اولیه خود قبل از جنگ یا به اردوگاه های خود بازگشتند.
همین اتفاق در چهار روز اول رخ داد که طی آن تعداد تلفات روم از تلفات ارتش مسلمانان بیشتر بود و به همین علت رومیان در روز پنجم درخواست آتش بس سه روزه دادند که توسط خالد بن ولید رد شد.
جواب خالد بن ولید به درخواست آتش بس سه روزه با رومیان :
ما برای تمام کردن کارمان عجله داریم— خالد بن ولید
در روز پنجم پس از رد آتش بس سه روزه رومیان توسط خالد بن ولید، هیچ اتفاق مهمی نیفتاد.
در روز ششم، استراتژی خالد از دفاع به حمله تغییر کرد و با نبوغ خود توانست حمله‌ای مخاطره‌آمیز به رومی‌ها انجام دهد و از روش نظامی منحصربه‌فرد در آن زمان استفاده کند، یعنی استفاده مناسب از توانایی‌های گروه سواره نظام تندرو تا شکست قریب الوقوع مسلمانان را به پیروزی آنها تبدیل کند.
روز اول
نبرد در ۴ رجب ۱۵ قمری آغاز شد. تا سپیده دم، هر دو ارتش به صف ایستاده بودند که کمتر از یک مایل از هم فاصله داشتند. در دفتر خاطرات مسلمانان نوشته شده است که قبل از شروع نبرد، جرج بن تئودور، فرمانده لشکر مرکز راست در ارتش بیزانس، به ارتش مسلمانان روی آورد و به اسلام گروید و در همان روز و در همان نبرد کشته شد. آغاز با بیزانسی ها بود که سپاهیان خود را با سپاهیان مسلمان در یک نبرد دو طرفه فرستادند. سپاهیان مسلمان مخصوصاً با شمشیر و نیزه آموزش دیده بودند تا هر چه بیشتر رهبران دشمن را بکشند و آنها را دلسرد کنند. وهان در میانه روز پس از از دست دادن تعدادی از فرماندهان در یک جنگ دو طرفه دستور دادبا حمله محدود یک سوم لشکر پیاده نظام خود برای آزمایش قدرت استراتژیک ارتش مسلمانان و اگر بتواند در هر منطقه ضعیفی در نبرد سوراخ کند. با این حال، حمله ارتش بیزانس تداوم نداشت. بسیاری از سربازان ارتش بیزانس به جنگ عادت نداشتند و نمی توانستند بر سربازان مسلمان باتجربه فشار بیاورند. درگیری عموماً معتدل بود، هرچند در بعضی جاها شدید بود. وهان نمیتوانست پیاده نظام پیشبرد خود پشتیبانی کند، به عنوان غروب آفتاب هر دو ارتش درز شکسته بود و هر دو به اردوگاه خود بازگشت.
روز دوم
وهان تصمیم گرفت حمله غافلگیرانه را در سپیده دم، زمانی که ارتش مسلمانان آماده نبود، انجام دهد، اما خالد بن ولید نقاط دفاعی قوی ایجاد کرده بود که در طول شب به طور مخفیانه پیشروی می کردند، که عنصر غافلگیری را که بیزانسی ها برنامه ریزی می کردند، از دست داد و نبرد رخ داد. و هر دو طرف ارتش مسلمان عقب نشینی کردند، راست و چپ، جایی که خالد با جوخه تندرو خود وارد عمل شدند، یک بار در سمت راست حرکت کردند تا پیشروی ارتش بیزانس را متوقف کنند، و سپس در سمت چپ، خالد در اینجا واحد متحرک سریع خود را تقسیم کرد تا یک نفر را بفرستد. بخشی از آن توسط ضرار بن ازوار به سمت قلب ارتش روم از سمت راست او هدایت شد، جایی که ضرار در این حمله موفق شد رهبر بیزانسی دایرجان را بکشد، اگرچه ۲۰۰۰ شوالیه بیزانسی از او محافظت می‌کردند.
کشته شدن دایرجان و شکست نقشه ماهان تأثیر مخربی بر روح و روان سربازان رومی گذاشت، در حالی که موفقیت خالد بن ولید در دفع حمله بیشترین تأثیر را در تقویت روحیه سربازان مسلمان داشت.
روز سوم
پس از وقایع روز گذشته و کشته شدن دایرجان، یکی از رهبران بزرگ بیزانس، در این روز، حمله روم به نقطه خاصی برای جدا کردن سپاه اسلام متمرکز شد که نقطه بین سمت راستی است که در زیر آن قرار داشت. فرماندهی عمروعاص در مقابل قناتیر رهبر اسلاوها و قلب سپاه اسلام از سمت راست به رهبری شرحبیل بن حسنه با وهان ملاقات می کند و حمله به عمروعاص آغاز می شود. تیپ عاص که در ابتدا قادر به ایستادگی بود تا اینکه برتری عددی روم نقش خود را ایفا کرد، به طوری که سربازان عمروعاص به سمت اردوگاه خود عقب نشینی کردند و سربازان شرحبیل بن حسنه در تیپ همسایه شروع به عقب نشینی کردند. سواره نظامان مسلمان با چرخش به سمت چپ رومی، از انتهای شمالی هر تیپ برای دفع حمله وارد عمل شدند و سپس خالد بن ولید با گروه سواره نظام تندرو خود برای حمله به سربازان وهان، وارد عمل شدند سرانجام حمله دفع شد و رومی‌ها به مکان‌های اصلی خود مانند قبل از شروع نبرد عقب‌نشینی کردند.
روز چهارم
حمله مشابهی در همان سمت به دلیل فرسودگی آن در روز قبل همانطور که ماهان فکر می کرد و برنامه ریزی می کرد دفع شد.شرحابیل در مقابل لشکر ارمنی عقب نشینی کرد که توسط سواره نظام عرب مسیحی به رهبری جبله و عمروعاص به شدت حمایت می شد. عمروعاص در مقابل سپاه قناتیر اسلاوها عقب نشینی کرد . شرحبیل بن حسنه تحت فشار شدید قرار گرفت و نشانه های خستگی بر سربازانش شروع شد.
قبل از اینکه خالد با جوخه سریع خود برای شرکت در پاسخ به پیشروی روم مداخله کند، به ابوعبیده جراح دستور داد تا حمله به لشکر را آغاز کنند و آن را در دو بخش روبروی خود، سمت راست، اشغال کند. از قلب و سمت راست روم، و نه اینکه آنها را قادر به انجام حمله همه جانبه کنند. مدیریت خالد بن ولید از انجام مانورهای هوشمندانه منجر به افول ارامنه شد و تا پایان بعدازظهر ادامه یافت و پس از از دست دادن حمایت ارامنه و همچنین اسلاوها به رهبری قناتیر همه را به جای خود بازگرداند.
نشانه های شکست ظاهر شد، اما عکرمه بن ابی جهل سربازان را به سوگند پیروزی یا کشته شدن در نبرد فراخواند، ۴۰۰ نفر با او همراه شدند و سعی کردند جلوی رومیان را بگیرند و پس از کشته شدن همگی جلوی پیشروی ارتش بیزانس را گرفتند. اما تعداد بسیار بیشتر از ۴۰۰ جنگجوی بیزانسی را کشتند و عکرمه به شدت مجروح شد و بر اثر مجروحیت درگذشت.
روز پنجم
در این روز خالد پیشنهاد توقف سه روزه جنگ را رد کرد و خالد بن ولید می دانست که پایداری رومیان برای جنگ دیگر مانند سابق نیست و مسلمانان تا کنون چنین کرده اند. بنابراین خالد استراتژی از دفاع به حمله تغییر داد و تغییراتی را در نحوه تقسیم بندی های سواره نظام به یک گروه رزمی متحد ایجاد کرد و واحد تندرو خود را در قلب آن قرار داد.
گروهی برای حمله به سواره نظام رومی با هدف منزوی کردن آنها از پیاده نظام رومی، به طوری که پیاده نظام که هسته ارتش بیزانس را تشکیل می دادند بدون هیچ گونه محافظتی از سواره نظام از آنها در برابر حملات جانبی و عقب محافظت می‌کرد.
روز ششم
در روز ششم خالد بن ولید یک طرح حمله ساده اما جسورانه را به اجرا گذاشت. او با نیروی انبوه سواره نظام تندرو خود، قصد داشت سواره نظام ارتش بیزانس را به طور کامل از میدان نبرد بیرون کند تا پیاده نظام، که بخش عمده ای از ارتش بیزانس را تشکیل می داد، بدون پشتیبانی سواره نظام باقی بماند و در نتیجه هنگام حمله از جناحین و عقب در معرض خطر قرار گیرد. در همان زمان، او قصد داشت یک حمله مصمم را انجام دهد تا جناح چپ ارتش بیزانس را بچرخاند و آنها را به سمت دره به سمت غرب سوق دهد.
مرحله ۱:خالد بن ولید دستور حمله عمومی به جبهه بیزانس را صادر کرد و سواره نظامان تندرو خود را به دور جناح چپ بیزانس تاخت. بخشی از سواره نظام او با سواره نظام جناح چپ ارتش بیزانس درگیر شد در حالی که بقیه آنها به عقب پیاده نظام جناح چپ بیزانس حمله کردند. در همین حال، جناح راست مسلمانان از جلو به آن فشار می آورد. تحت حمله دو طرفه، جناح چپ بیزانسی عقب افتاد و سقوط کرد و دوباره به مرکز چپ بیزانسی سقوط کرد و آن را تا حد زیادی به هم ریخت. سواره نظام باقی مانده مسلمانان سپس به سواره نظام جناح چپ بیزانسی در عقب حمله کردند در حالی که نیمی دیگر از سواره نظام مسلمان از جلو نگه داشته شدند و آنها را از میدان نبرد به سمت شمال هدایت کردند.
مرحله ۲:وهان که متوجه مانور عظیم سواره نظام مسلمانان شد، به سواره نظامان خود دستور داد که با هم جمع شوند، اما به اندازه کافی سریع نبود. قبل از اینکه وهان بتواند گروه های سواره نظام سنگین ناهمگون خود را سازماندهی کند، خالد بن ولید سواره نظام خود را برای حمله به اسکادران های متمرکز سواره نظام بیزانسی، در حالی که هنوز در حال حرکت بودند، از جلو و جناح بر روی آنها می کوبید. سواره نظام سنگین ارتش بیزانس زودی شکست خورده و به سمت شمال پراکنده شد و پیاده نظامان را به سرنوشت خود واگذار کرد. 
مرحله ۳:در حالی که سواره نظام بیزانسی کاملاً شکست خورده بود، خالد بن ولید به سمت مرکز چپ ارتش بیزانس چرخید، که قبلاً حمله دو طرفه پیاده نظام مسلمانان را در اختیار داشت. مرکز چپ بیزانس در پشت خود توسط سواره نظامان تندرو خالد بن ولید مورد حمله قرار گرفت و سرانجام شکسته شد.
مرحله ۴:با عقب نشینی مرکز چپ ارتش بیزانس، عقب نشینی عمومی سپاهیان بیزانس آغاز شد. خالد بن ولید سواره نظام تندرو خود را به شمال برد تا راه شمال را ببندد. بیزانسی ها به سمت غرب به سمت وادی الرقاد عقب نشینی کردند، جایی که پلی برای عبور ایمن از تنگه های عمیق دره های وادی الرقاد وجود داشت.  ضرار بن ازوار قبلاً پل را به عنوان بخشی از نقشه خالد بن ولید در شب قبل تصرف کرده بود. یگانی متشکل از ۵۰۰ نیرو برای مسدود کردن گذرگاه اعزام شده بود. در واقع، این مسیری بود که خالد بن ولید می خواست بیزانسی ها در تمام طول مسیر از آن عقب نشینی کنند.  بیزانسی ها از همه طرف محاصره شده بودند. 

## استراتژی مسلمانان
مسلمانان تدارکات هراکلیوس را از طریق اسیران رومی کشف کردند. این زنگ خطر را به صدا در آورد که ممکن است آنها در نیروهای جداگانه گرفتار شوند که می توان آنها را شکست داد. خالد بن ولید خواستار تشکیل شورای جنگ شد. جایی که به ابوعبیده جراح توصیه کرد که نیروهای خود را از فلسطین و از شمال و مرکز سوریه خارج کند و سپس همه سپاهیان مسلمانان را در یک مکان متحد کند. ابوعبیده جراح دستور داد سربازان را در دشت وسیع نزدیک جبیه جمع کنند، جایی که کنترل منطقه، حملات سواره نظام را ممکن می سازد و همچنین راه را برای رسیدن نیروهای کمکی عمر بن خطاب هموار می کند . بنابراین، یک نیروی متحد قوی می تواند با ارتش بیزانس در میدان مقابله کند. 
مسلمانان در برابر حمله نیروهای غسانیان، متحدان بیزانس ، آسیب پذیر بودند . و اردو زدن در آن منطقه نیز امری خطرناک بود زیرا هنوز یک نیروی قوی بیزانسی در قصریه حضور داشت که می توانست از پشت به مسلمانان حمله کند در حالی که از جلو با بیزانسی ها مشغول بودند. در مشاوره از خالد بن ولید، نیروهای مسلمان به رمله عقب نشینی کردند.

## پیش‌زمینه
در سال ۶۱۰ میلادی، در میانه جنگ بین ساسانیان و بیزانس، هراکلیوس امپراتور بیزانس شد.

## فهرست منابع